# کونیگزی
شهر کونیگزی (به آلمانی: Königsee) در ایالت تورینگن در کشور آلمان واقع شده‌است.